# Nová Véska (Norberčany)
Nová Véska (1869–1880 Nová Ves, 1890–1910 Nová Veska; německy Neudörfel) je malá vesnice, část obce Norberčany v okrese Olomouc. Nachází se asi 2,5 km na západ od Norberčan. V roce 2009 zde bylo evidováno 29 adres. Nezjištěn počet obyvatel
Nová Véska je také název katastrálního území o rozloze 5,09 km2.

## Galerie

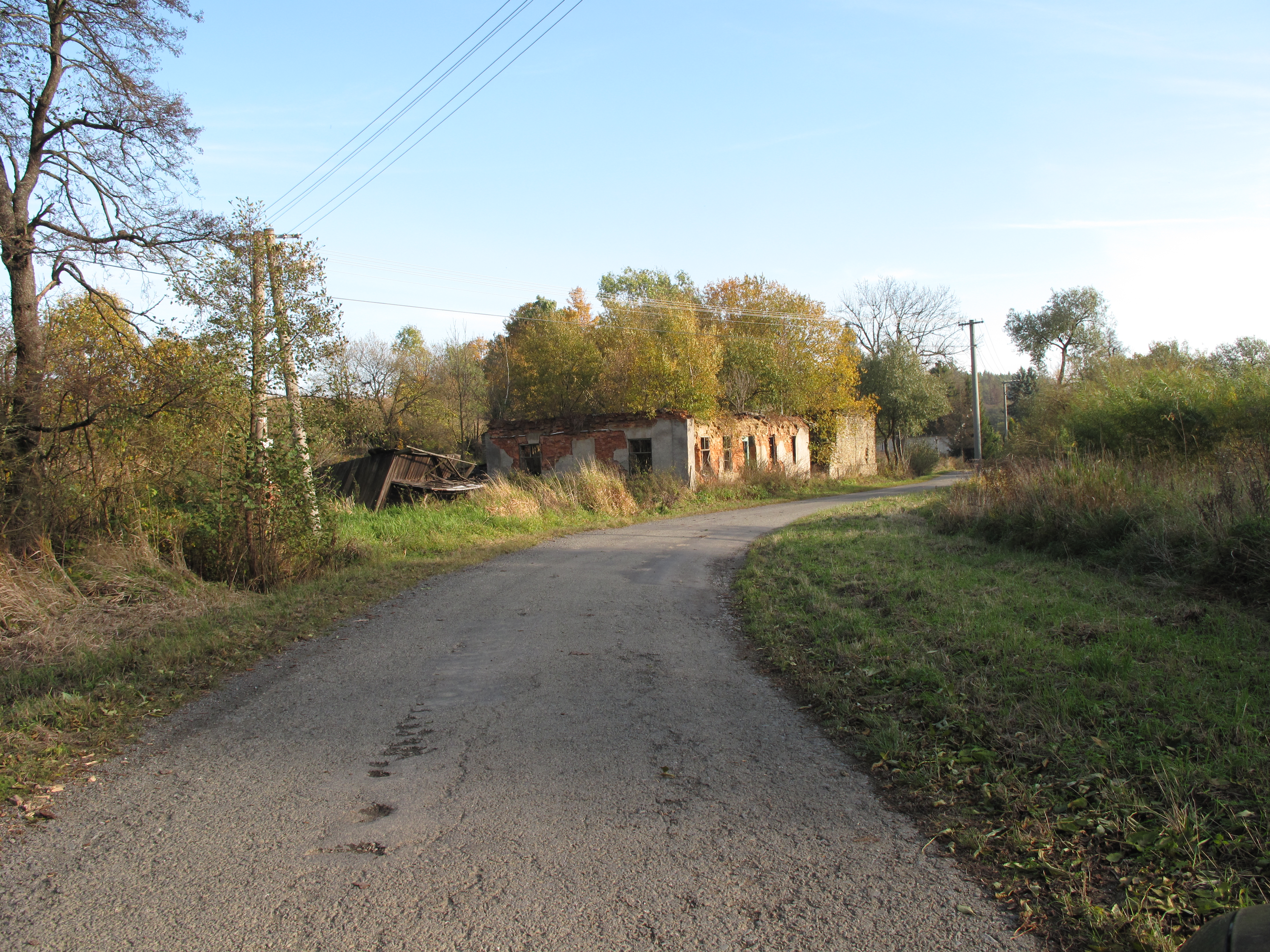
Ruina
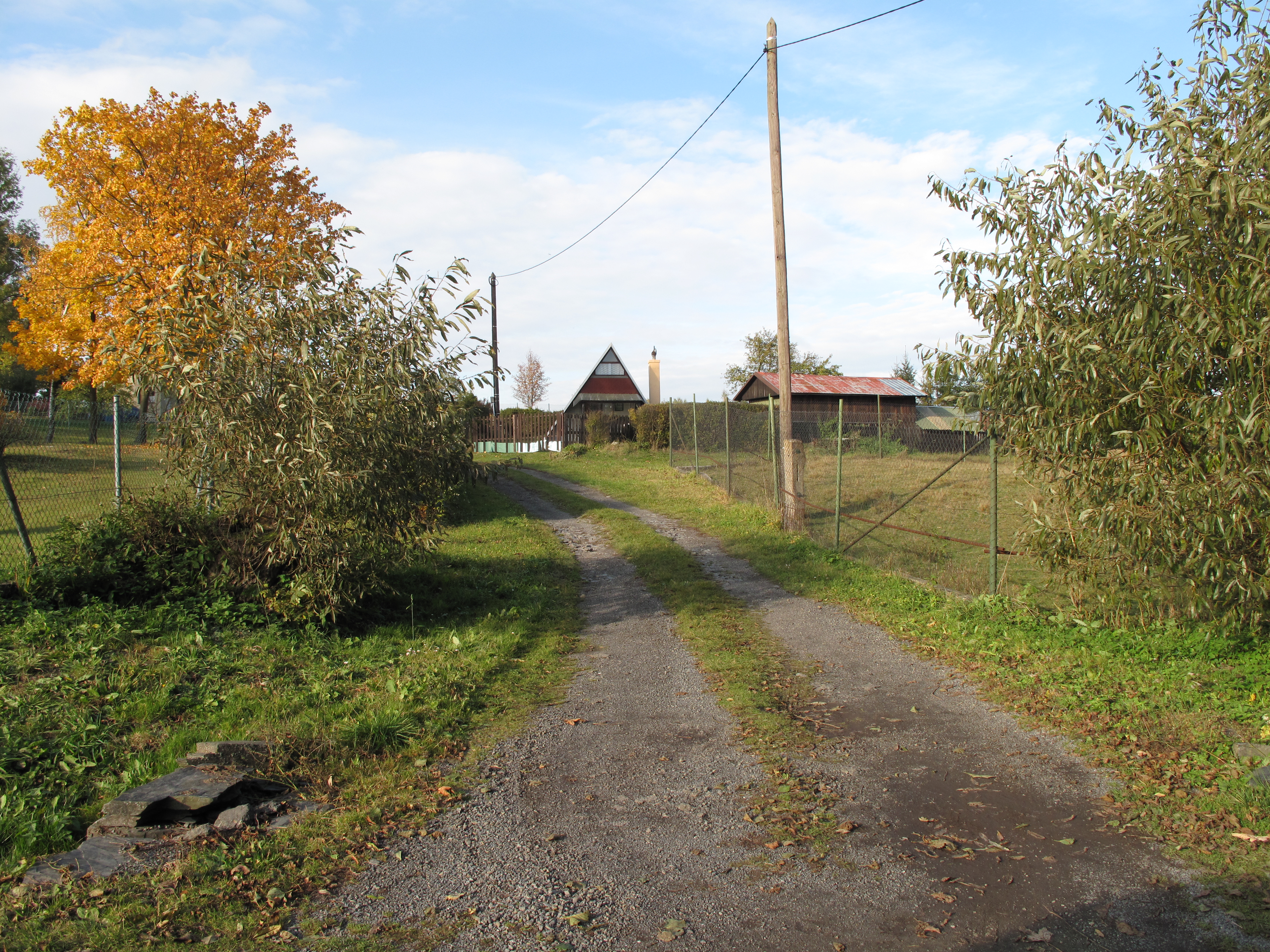
Chaty
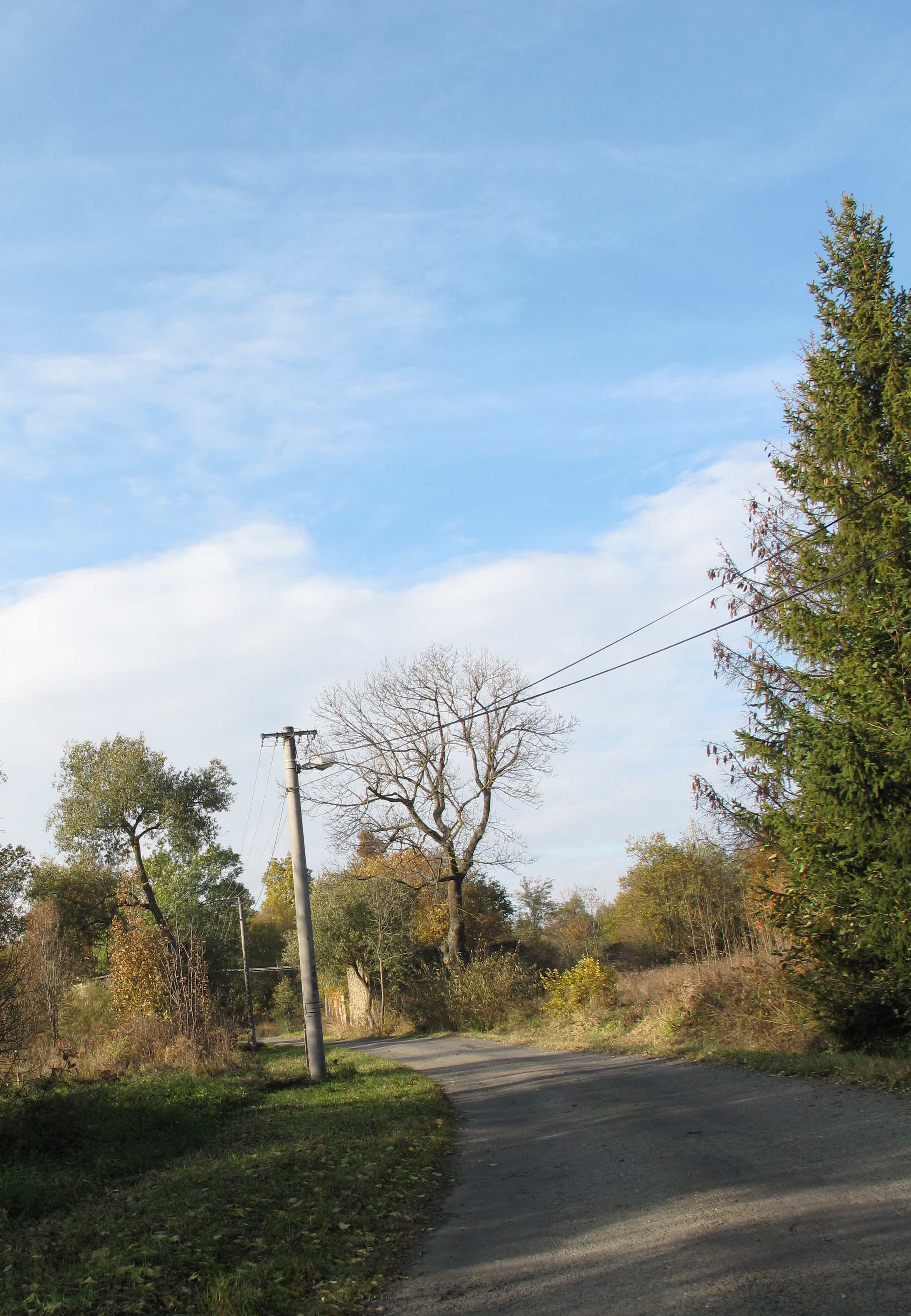
Cesta